# Ортоестери

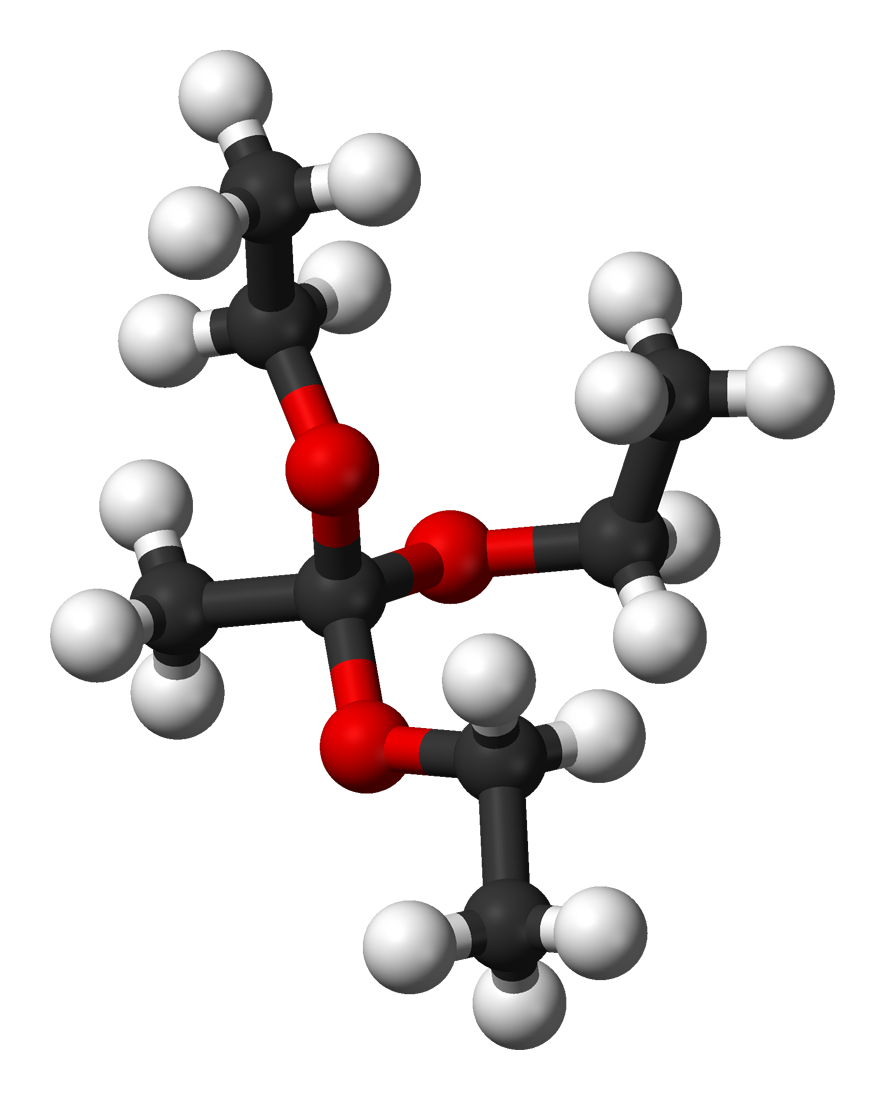
Кулько-стрижнева модель триеитилортоацетату, ортоестеру.

Ортоестери (рос. ортоэфиры, англ. ortho esters) — хімічні сполуки, що мають структуру RC(OR')3(R' ≠H), або зі структурою C(OR')4(R' ≠H). Пр., триметилортоформіат HC(OCH3)3, тетраметилортокарбонат C(OCH3)4. Відносно стійкі у воді та лужних розчинах, але легко гідролізуються до
кислот і спиртів у присутності кислот. Характерними для них є реакції з нуклеофілами, з якими вони обмінюють спиртові залишки, утворюючи етиленові зв'язки (з активними метиленовими групами), азометинові зв'язки (з первинними амінами, гідразинами), ін.